# サミュエル・L・ジャクソン in ザ・チャンプ 伝説のファイター
サミュエル・L・ジャクソン in ザ・チャンプ 伝説のファイター (Resurrecting the Champ)は、2007年に製作されたアメリカ合衆国のドラマ映画。

元ボクサーのボブ・サッターフィールドを主人公にした物語である。日本では2013年にビデオスルーとなった。

## あらすじ
クビ寸前に追い込まれたスポーツ記者エリック・カーナンは、街で少年たちに襲われていたホームレスを助ける。ヘビー級世界ランク3位の元ボクサー、ボブ・サッターフィールドだと名乗るその男に興味を抱いたエリックは取材を開始。やがて掲載された記事は大きな反響を呼ぶが……。

## キャスト
- ボブ・サッターフィールド - サミュエル・L・ジャクソン
- エリック・カーナン - ジョシュ・ハートネット
- ジョイス・カーナン - キャスリン・モリス
- アラン・アルダ
- レイチェル・ニコルズ
- テリー・ハッチャー
- デヴィッド・ペイマー
- テディ・カーナン - ダコタ・ゴヨ

## スタッフ
- 監督 - ロッド・ルーリー
- 脚本 - マイケル・ボートマン、アリソン・バーネット
- 製作 - ボブ・ヤーリ、マイク・メダヴォイ、マーク・フライドマン、ロッド・ルーリー
- 製作総指揮 - アーノルド・M・メッサー、ブラッドリー・J・フィッシャー、ルイス・フィリップス、フレデリック・ゾロ
- 音楽 - ラリー・グループ
- 撮影 - アダム・ケイン
- 編集 - サラ・ボイド
- 美術 - ケン・レンペル
- 衣装 - ウェンディ・パートリッジ
- 製作会社 - ヤーリ・フィルム・グループ・リリーシング、フェニックス・ピクチャーズ、バトルプラン・プロダクションズ